# Ealing (borgo di Londra)
Il borgo londinese di Ealing (London Borough of Ealing in inglese) è uno dei trentadue borghi della Grande Londra, nel Regno Unito. Ha una popolazione di 341 982 abitanti, in maggior parte alta borghesia. Dispone di ampi parchi ed ha la maggior quantità di verde in rapporto all'estensione di qualsiasi altro borgo di Londra.
Confina con il borgo londinese di Hillingdon a ovest, con il borgo londinese di Harrow e con quello di Brent a nord, con il borgo londinese di Hammersmith e Fulham a est e con il borgo londinese di Hounslow a sud.

## Storia
Ealing è stato formato nel 1901 come borgo metropolitano del Middlesex.
Il borgo londinese di Ealing è stato istituito nel 1965, fondendo i precedenti borghi metropolitani di Ealing, Southall e Acton.

## Quartieri
Il borgo di Ealing comprende i seguenti quartieri:
- Acton
- Ealing
- Greenford
- Hanwell
- Northolt
- Norwood Green
- Perivale
- Southall

## Amministrazione

### Gemellaggi
Il borgo londinese di Ealing è gemellato con:
- Bielany
- Marcq-en-Barœul
- Steinfurt